# Perasis transvaalensis
Perasis transvaalensis är en tvåvingeart som beskrevs av Ricardo 1925. Perasis transvaalensis ingår i släktet Perasis och familjen rovflugor. Inga underarter finns listade i Catalogue of Life.